# 海南省博物馆
海南省博物馆位于海南省海口市琼山区国兴大道68号，2008年11月15日正式开馆。该馆第一期工程占地面积约18000平方米，展厅面积约8000平方米；共有10个展厅，对海南的历史、少数民族文化、海南非物质文化遗产、海南文物等进行了全方位的展示，馆藏文物约有1000多件。
2012年，海南省博物馆被国家文物局核定为第二批国家一级博物馆。